# Cyrtodactylus hamidyi
Cyrtodactylus hamidyi — вид ящірок з родини геконових (Gekkonidae). Описаний у 2021 році.

## Назва
Вид названо на честь індонезійського герпетолога, доктора Аміра Хаміді. Він провів багато часу, викладаючи герпетологію для молодих поколінь в Індонезії, а також зробив значний внесок у збереження індонезійської герпетофауни та її різноманітності. Він також є одним із засновників Індонезійської герпетологічної асоціації і сьогодні є її президентом. 

## Поширення
Ендемік Індонезії. Поширений в провінції Східний Калімантан.